# Bolboceras striatopunctatum
Bolboceras striatopunctatum är en skalbaggsart som beskrevs av François Louis Nompar de Caumont de Laporte 1840. Bolboceras striatopunctatum ingår i släktet Bolboceras och familjen Bolboceratidae. Inga underarter finns listade.